# Chresiona nigrosignata
Chresiona nigrosignata är en spindelart som beskrevs av Simon 1903. Chresiona nigrosignata ingår i släktet Chresiona och familjen mörkerspindlar. Inga underarter finns listade i Catalogue of Life.